# Cal Casals (Tàrrega)
Cal Casals és un edifici de Tàrrega protegit com a bé cultural d'interès local

## Descripció
Casalici cantoner ubicat al cor de la ciutat, a la cruïlla entre la plaça Major i el carrer d'Agoders, de planta poligonal. És un edifici d'estil neoclàssic popular, construït l'any 1673 però profundament reformat a principis del segle xx, amb la incorporació d'elements modernistes a la façana. Consta de planta baixa i dos pisos i està arreu magníficament carreuat de pedra tret dels pisos d'una part de la façana a la plaça on hi ha arrebossat. El portal principal és a la plaça amb reixa de ferro molt treballat i un robust motllurament tot al voltant amb un escut central ara llis. El portal s'acompanya de dues grans obertures a cada banda, i al carrer Agoders n'hi ha tres i una discreta porta a l'extrem amb una llinda on figura l'any "1673". A la planta noble hi destaca la tribuna modernista, que ocupa tota la cantonada separant els dos balcons correguts amb balustres de ferro a cada façana.
És una tribuna de forja i vitralls policromats amb la llosa balconera amb la cornisa ondulada que es repeteix a semblança, al seu coronament. A les tres obertures del balcó al carrer Agoders hi llueix un escut llis a la llinda. La segona planta presenta un balcó individual per a cada obertura i els que donen a la plaça, es recolzen cadascun sobre dues mènsules. Altrament, sobre la tribuna també hi ha un balcó cantoner, amb dues obertures, i una llosa a semblança de la inferior. De la coberta en sobresurt una bonica torre quadrangular a quatre aigües. A l'interior en destaca la caixa d'escala.

## Notícies històriques
Actualment (2024) l'edifici acull la Cambra de Comerç i Indústria de Tàrrega.
Antigament va acollir la residència d'una personalitat burgesa, Samuel Mestres i Montull, darrer Mestres de la influent nissaga agramuntina, casat amb una Casals, família que dona nom a la casa. Cal dir que la porta de ferro i la reixa de la barana del balcó foren realitzades als tallers Ballarín de Barcelona, tallers que van bastir els fanals del passeig de Gràcia de Barcelona per a Gaudí. Per a ferramentes ornamentals, els grans arquitectes modernistes apostaven pel ferro de forja, conforme a la filosofia de valorar el passat preindustrial català i la recuperació de la forja autòctona, tot reivindicant les formes de treball artesanals i les qualitats artístiques de "peça única". En plena època modernista, les grans serralleries artístiques barcelonines (casa Ballarín, Andorrà o Santamaria) s'encarregaven del muntatge de reixes i balconades i, quan s'esqueia, enriquien l'estructura amb altres elements metàl·lics ornamentals. No en va, editaven catàlegs de les peces que oferien, a manera de peces independents combinables entre si i que realitzades en aparença artesanal i a preus competitius.